# Лет 007 Коријан ерлајнса
Коријан ерлајнсов лет 007 је била ознака за Боинг 747 којег је оборио совјетски пресретач Сухој Су-15 код острва Монерон, западно од острва Сахалин у Јапанском мору 1. септембра 1983. Пилот ловца је био мајор Генадиј Осипович. Свих 269 путника и чланова посаде је погинуло, међу њима и амерички конгресмен Лоренс Макдоналд.
Авион је летео од Њујорка до Сеула преко Енкориџа када је скренуо са курса и пролетео кроз забрањени совјетски ваздушни простор у исто време када и једна америчка извиђачка мисија. Пилот није реаговао ни на једно упозорење иако је готово 2,5 сати летео у оквиру ваздушног простора Совјетског Савеза на крају када су пропали сви покушаји да се авион врати на дефинисани ваздушни коридор пилот Су-15 је добио наређење да обори авион. Авион је оборен са две ракете Р-98 и он је са 269 путника и чланова посаде пао у Јапанско море.
СССР је у почетку негирао знање о овом инциденту, али је касније признао обарање, тврдећи да је авион био на шпијунској мисији. Политбиро је рекао да је то била намерна америчка провокација да се тестира спремност совјетских оружаних снага или да се изазове рат. САД је оптужио СССР да опструише операције потраге и спасавања. Совјетска војска је заташкала доказе које је тражио истраживачки тим Организације међународног цивилног ваздухопловства, на првом месту снимаче података о лету, који су на крају објављени осам година касније након распада Совјетског Савеза.
Овај инцидент је био један од најнапетијих тренутака Хладног рата и изазвао је раст антисовјетског расположења, нарочито у САД. Супротстављени ставови о инциденту никада нису у потпуности разјашњени. Стога неколико група настоје да оспоре званичне извештаје и пружају алтернативне теорије о догађају. Објављивање транскрипата и података о лету је потврдило неке детаље.
Као последица инцидента, САД је изменила процедуре летења за авионе који полећу са Аљаске.

## Галерија
- Совјетски разарач Одарениј на месту потраге за олупином 1983.
- Америчка мини подморница на месту пада 1984.